# Vatuo
Vatuo (Vatuu, Vatu'u, Fatu'u) ist ein Ort auf der südostasiatischen Insel Atauro, die zu Osttimor gehört (Suco Biqueli, Gemeinde Atauro).

## Einwohner

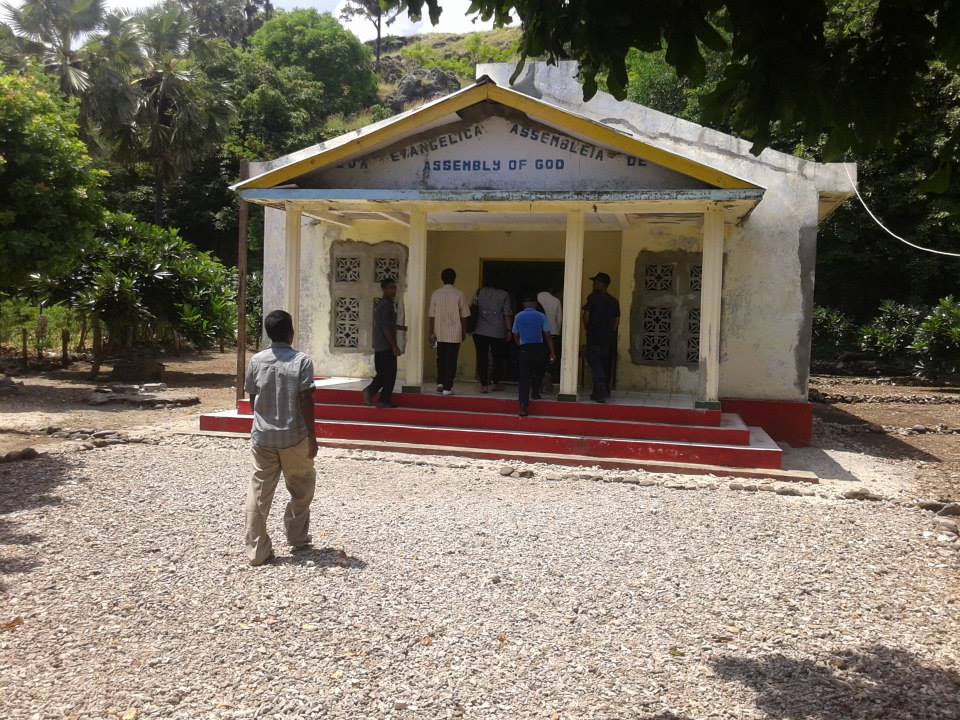
Protestantische Kirche von Vatuo

In Vatuo gibt es eine protestantische Kirche. Im Gegensatz zum restlichen Osttimor ist die Bevölkerung im Norden Atauros protestantisch und nicht katholisch. Die meisten der etwa 200 Einwohner geben Dadu'a als ihre Muttersprache an, einen Dialekt des Wetar.

## Geographie
Vatuo liegt an der Nordwestküste der Insel Atauro. Das Ufer ist ein Gemisch aus weißem Sand und Kies. Vor der Küste liegen Korallenriffe, die zum Tauchen einladen. Hier wurde der kleine Meeresfisch Helcogramma atauroensis von Wissenschaftlern entdeckt und 2017 erstmals beschrieben.
Am Strand von Vatuo legen Schildkröten ihre Eier. Lokale Initiativen schützen die Nistplätze und bringen die Babyschildkröten sicher ins Meer.